# Dent Blanche
La Dent Blanche è una montagna di forma piramidale che raggiunge i 4.357 m s.l.m. Si trova nelle Alpi Pennine, nel Canton Vallese. È situata nel comune di Evolène (distretto di Hérens), e ne costituisce uno dei simboli più caratteristici. Guy de Maupassant l'ha denominata la monstrueuse coquette (la civetta mostruosa).

## Toponimo

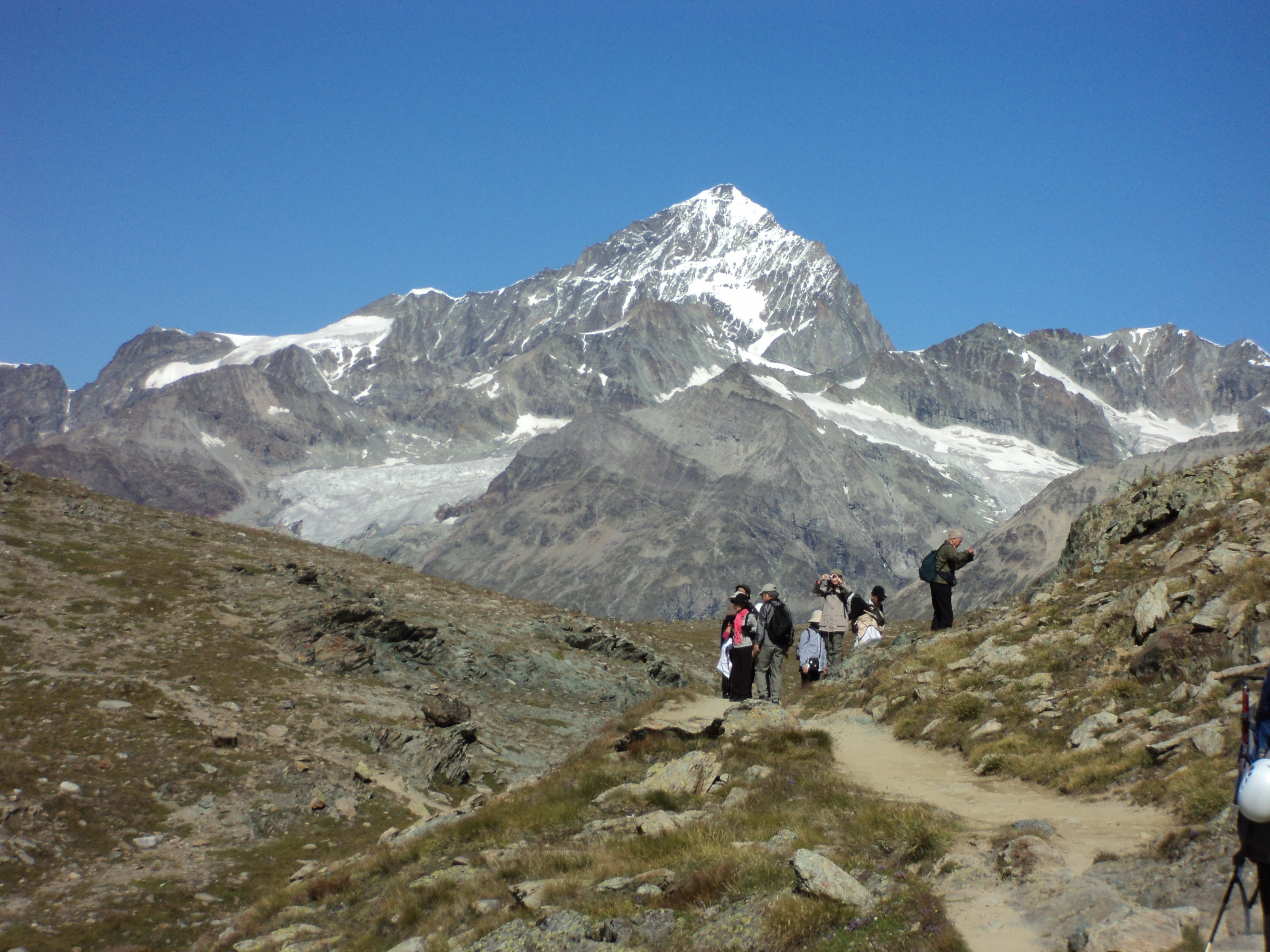
La montagna vista dalla stazione Rotenboden della Ferrovia del Gornergrat.

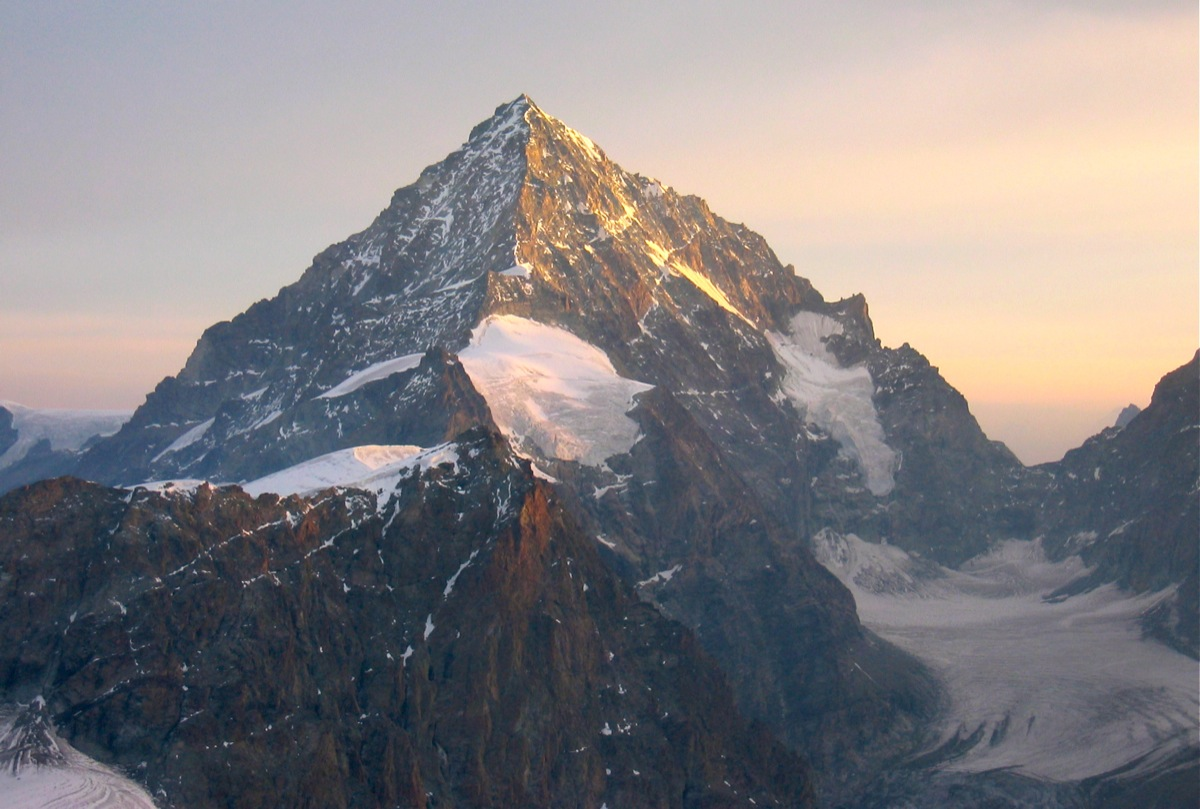
La montagna vista dalla Dent d'Hérens (da sud). A sinistra la cresta ovest, a destra la cresta est e, di fronte, la cresta sud.

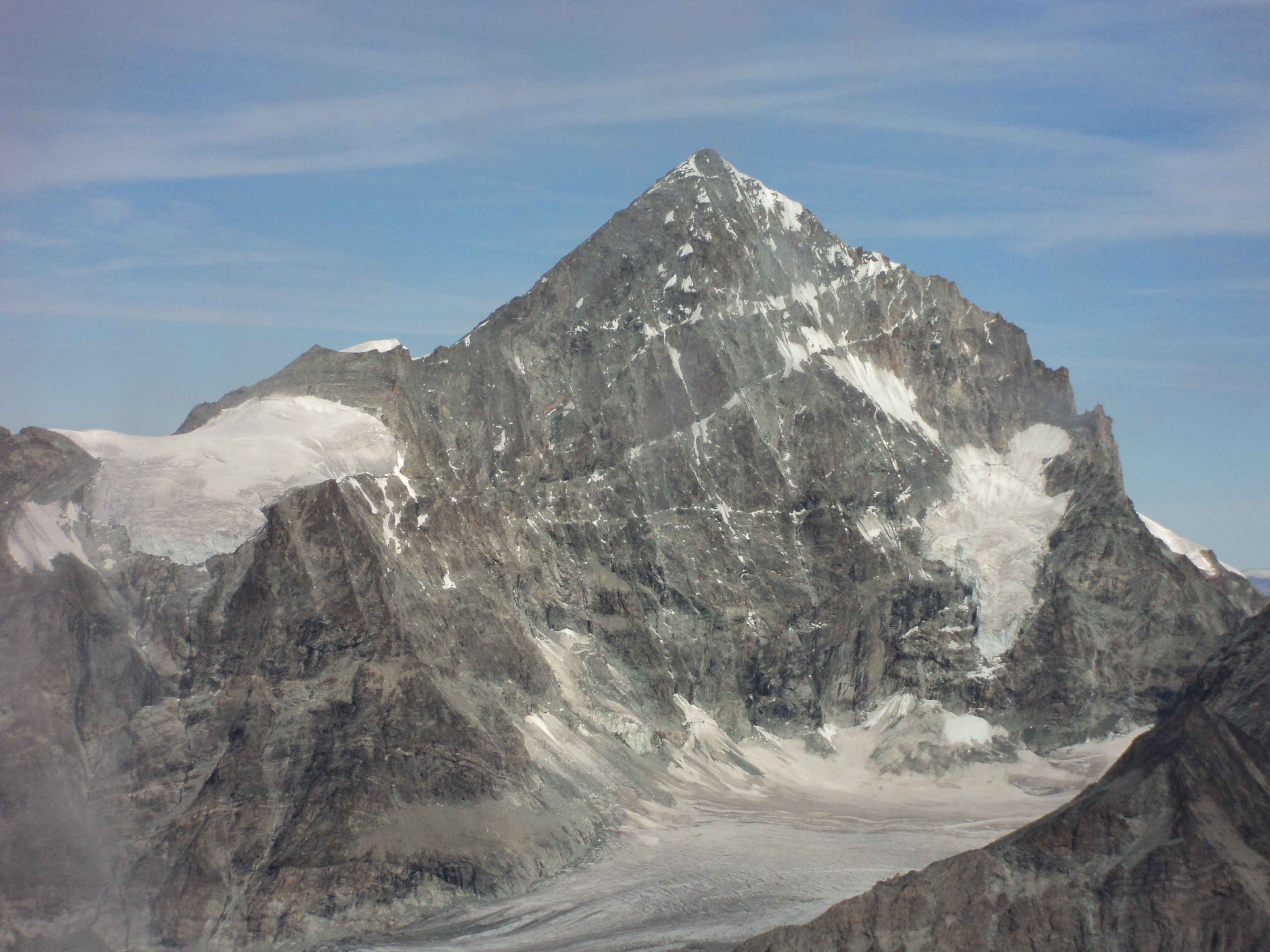
La montagna vista dalla Testa del Leone (versante sud). In basso il Schönbielgletscher.

Questa montagna si sarebbe dovuta in realtà chiamare Dent d'Hérens: i nomi di queste due montagne furono invertiti quando i geografi procedettero alla registrazione ufficiale delle vette durante il XIX secolo. Il nome d'origine sembrava più logico, dato che la montagna dominava l'omonima valle.

## Caratteristiche
È collocata tra la Val d'Herens, la valle di Zinal e la valle di Zmutt (laterale della Mattertal). I rispettivi centri abitati di Evolène, di Zinal e di Zermatt si trovano circa alla stessa distanza dalla montagna.
La montagna fa parte della cosiddetta corona imperiale, insieme di montagne che formano un ferro di cavallo: Les Diablons (3.609 m), il Bishorn (4.153 m), il Weisshorn (4.505 m), lo Schalihorn (3.974 m), lo Zinalrothorn (4.221 m), il Trifthorn (3.728 m), l'Obergabelhorn (4.062 m), il mont Durand (3.712 m), la Pointe de Zinal (3.790 m), la Dent Blanche (4.356 m), il Grand Cornier (3.961 m), il Pigne de la Lé (3.396 m), la Garde de Bordon (3.310 m), ed al centro di questa gigantesca parabola il Monte Besso (3.667 m).
Si presenta come una piramide dalla quale scendono quattro creste orientate secondo i punti cardinali. La cresta sud viene detta Wandfluegrat, quella ovest viene chiamata Arête de Ferpècle, quella est (più precisamente in direzione est-nord-est) prende il nome di Arête des Quatre Anes. Alternate alle quattro creste vi sono quattro pareti: la parete nord-est (detta anche parete nord) scende sul Glacier du Grand Cornier (parte del Glacier de Zinal); la parete sud-est si trova sopra il Schönbielgletscher (parte del Ghiacciaio di Zmutt); quella sud-ovest sovrasta il Glacier des Manzettes (parte del Glacier de Ferpècle) e, infine, quella nord-ovest si erge sopra il ghiacciaio omonimo.
Il Col de la Dent Banche (3.531 m) si trova al termine della cresta nord; nei pressi del colle vi è il Bivacco della Dent Blanche. La Cabane de la Dent-Blanche si trova ai piedi della cresta sud.

## Storia
La prima salita alla vetta è avvenuta il 18 luglio 1862 da parte di William Wigram e Thomas Stuart Kennedy accompagnati dalle guide Jean-Baptiste Croz e Johann Kronig.

## Via di salita

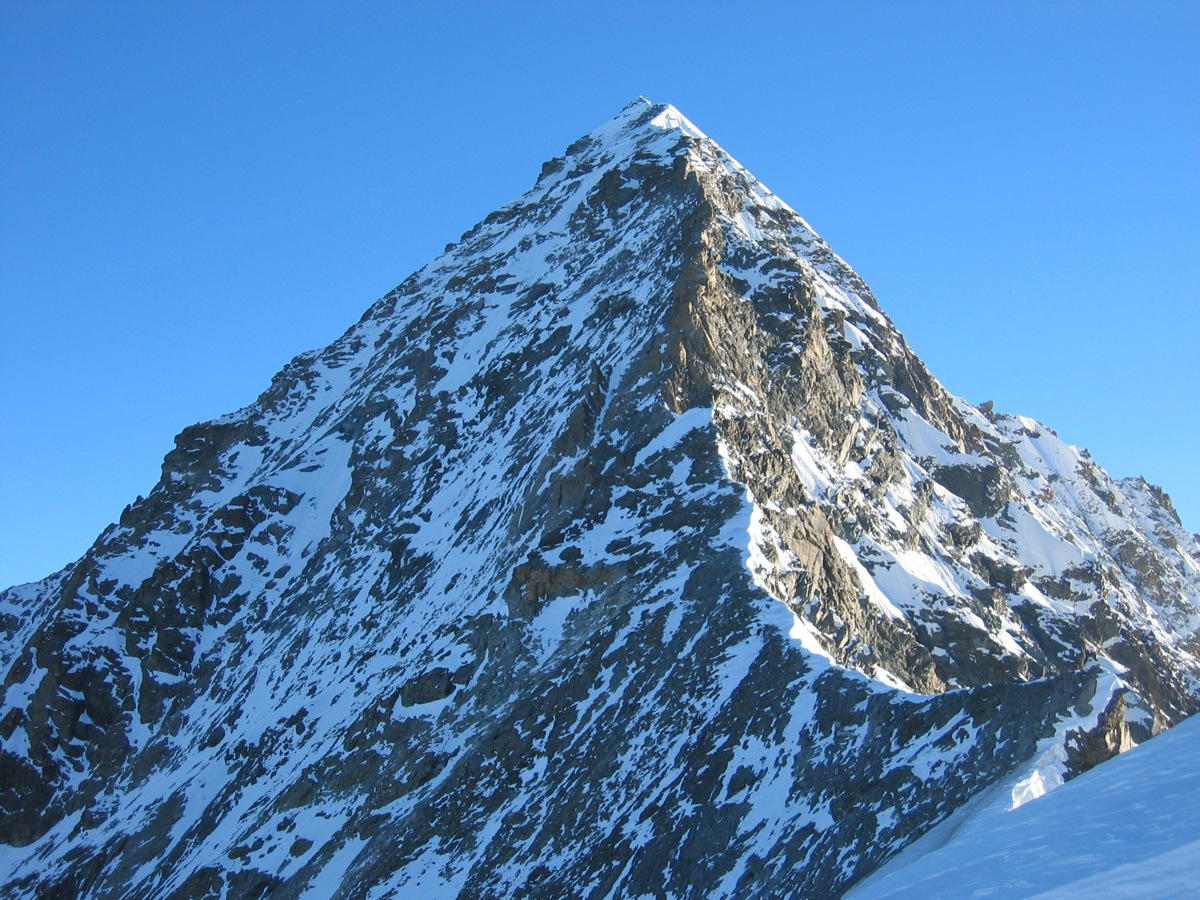
La cresta sud della montagna.

La via normale di salita affronta la cresta sud, parte dalla Cabane de la Dent-Blanche ed è valuta nel suo complesso AD. Dal rifugio si risale verso est il crestone di sfasciumi che porta al Wandflueluecke (3.703 m). Volgendosi ora a nord si affronta la cresta sud (detta Wandfluegrat) della montagna. Il tratto più impegnativo è il superamento del Gran Gendarme.
La salita della cresta ovest (Arête de Ferpècle) viene classificata D+ e si diparte dal Bivacco della Dent Blanche. Dal bivacco si attraversa orizzontalmente il Glacier de la Dent Blanche fino ad arrivare sul filo della cresta. La cresta si risale integralmente scartando i vari gendarmi.
La salita per la cresta est-nord-est (Arête des Quatre Anes) viene classificata D e può essere percorsa partendo dalla Cabane Schönbiel oppure dalla Cabane du Grand Mountet.

## Curiosità
Il 150º anniversario della conquista della Dent Blanche è stato sottolineato da molte manifestazioni nella Val d'Hérens; tra queste, la salita in vetta di un alpinista cieco accompagnato da una guida specializzata.